# همخوان ملازی

واجگاه (کارا و ناکارا): ۱. برون‌لبی، ۲. درون‌لبی، ۳. دندانی، ۴. لثه ای، ۵. پس‌لثه ای، ۶. پیش‌کامی، ۷. کامی، ۸. نرمکامی، ۹. ملازی (زبانکی)، ۱۰. گلویی (حلقی)، ۱۱. چاکنایی، ۱۲. برون‌چاکنایی، ۱۳. ریشه‌ای، ۱۴. پس‌پسینی، ۱۵. پیش‌پسینی، ۱۶. تیغه‌ای، ۱۷. نوکی و ۱۸. زیرنوکی

بافت گوشتی کوچکی که از نرمکام آویخته‌است زبانک (ملاز یا زبان کوچک) نام دارد. آواهایی که با نزدیکی یا برخورد زبان با این بخش پسین (پشتی) دهان ساخته می‌شوند، زبانکی (ملازی) خوانده می‌شوند. در فارسی چنین واجی نیست. نمونه این واج‌ها را در زبان گیلکی (از گروه زبان‌های ایرانی شمال باختری) دربارهٔ نویسه غ در الفبا می‌توان شنید. در زبان‌های یونانی، عربی و فرانسوی (برای نویسه r) نیز این آوا به گوش می‌رسد.